# Canlia, Constanța
Canlia (în turcă Kanlı) este un sat în comuna Lipnița din județul Constanța, Dobrogea, România. La recensământul din 2002 avea o populație de 703 locuitori.